# HAL 9000
HAL 9000 (в официальных русских переводах — ЭАЛ) — вымышленный компьютер из цикла произведений «Космическая одиссея» Артура Кларка, обладающий способностью к самообучению и являющийся примером искусственного интеллекта в научной фантастике.
HAL был создан 12 января 1997 года (в фильме — 1992 года) в лабораториях H.A.L. в Урбане, штат Иллинойс, усилиями доктора Чандры. В фильме HAL был способен не только распознавать речь, зрительные образы и общаться на обычном языке, но также читать по губам, создавать предметы искусства, проявлять эмоции.
Существует версия, что аббревиатура «HAL» является отсылкой к IBM, будучи получена заменой каждой буквы на предыдущую в алфавите, однако сам Кларк и его персонаж доктор Чандра, отец и учитель компьютеров серии HAL, отрицают это; последний — утверждая: «теперь любой дурак знает, что HAL означает Heuristic ALgorithmic» («2010: год вступления в контакт»).

## «2001: Космическая одиссея»
Во время экспедиции «Дискавери-1», после того, как HAL «ошибся» при диагностике систем корабля (неисправность в блоке управления антенной АЕ-35), командир корабля, Дэйв Боумен и второй пилот Фрэнк Пул, больше не доверяя компьютеру, решили отключить его от управления кораблём, предварительно посовещавшись в звукоизолируемой капсуле.
HAL не мог их слышать, однако смог прочитать по губам их разговор. Опасаясь того, что его отключат, HAL был вынужден убить Фрэнка (Пул решил перепроверить поломку) в открытом космосе. Когда Дэйв забрался в капсулу и полетел за мёртвым другом, HAL убил всех членов экспедиции, пребывающих в анабиозе, путём отключения системы жизнеобеспечения.
Чудом выжив в открытом космосе, Боумен проник в помещение с модулями банков данных HAL и последовательно отключил модули, отвечающие за личность HAL’а. Во время отключения в голосе HAL можно различить мольбу, отчаяние, страх.
По мере того, как Боумен отключал модули, функциональность HAL деградировала. После того, как логические модули были полностью отключены, HAL начал распевать «Daisy Bell» (в 1962 году, когда Артур Кларк навещал своего друга Джона Пирса, он присутствовал на демонстрации синтезирования голоса компьютером — впервые в мире компьютер IBM 704 воспроизвёл человеческий голос. Голосовой синтезатор смог воссоздать песенку «Daisy Bell». Этот момент произвёл на Кларка такое сильное впечатление, что позднее он решил ввести этот момент в фильм). В комнате модулей включился монитор, на котором воспроизвелось видеосообщение, которое должно было активироваться при подлёте к Юпитеру. В нём были указаны настоящие цели полёта. Через некоторое время корабль подлетел к двухкилометровому монолиту, аномалии, чья природа не была установлена. Дэйв вышел в открытый космос и, подлетев к монолиту, исчез.
Будучи окончательно отключённым, HAL 9000 больше не подавал признаков логической деятельности.

## «2010: Одиссея Два»
В продолжении HAL был снова возвращён к жизни своим создателем, доктором Чандрой, прибывшем на советском космическом корабле «Леонов» для выяснения обстоятельств, произошедших во время миссии «Дискавери-1» и дальнейшего исследования «монолита». Чандра пришёл к выводу, что причиной катастрофы стало внезапное сумасшествие HAL’а, вызванное невозможностью в точности соблюсти все инструкции миссии. Во время помрачения HAL нашёл единственно логически верное решение: чтобы не допустить утечки информации о монолите к астронавтам, компьютер принимает решение об умерщвлении экипажа. Чандра стёр память HAL’у до момента его поломки.
Так как в процессе реактивации логическое мышление HAL было нарушено, то поначалу он не мог связно говорить и понимать речь, и процесс общения HAL 9000 и Чандры производился с помощью клавиатуры с помощью некоего подобия наречия SHRDLU, что ещё более усиливало реализм произведения.
HAL получил сообщение из неизвестного источника, в котором было сказано уходить в течение двух дней. Флойд сказал ответить, что неизвестно кому он доверять не может, на что в ответ сказали обернуться. За ним стоял Дэйв в скафандре, который через пару секунд вышел в комнату капсул. Внутри был пожилой мужчина. Флойд также вошёл в комнату и завязал диалог, толку от которого было мало, однако опасность теперь имела доказательства. Разум, таившийся в монолите, имел далеко идущие планы по видоизменению Юпитера, которые стали бы губительны для экипажа «Леонова». Срочно был разработан план по эвакуации корабля из опасной зоны. При этом предусматривалось использование «Дискавери» в качестве разгонной ступени, дающей начальный импульс кораблю. После того, как двигатели «Дискавери» выработают всё оставшееся топливо, его вместе с HAL предполагалось отстыковать от «Леонова» и оставить в неизвестной опасности. На Юпитере было замечено огромное увеличивающееся пятно, проминающее под себя атмосферу. HAL использовал оптические датчики, дабы выяснить природу пятна, которое к тому времени было уже в три раза больше Большого Красного Пятна. Оказалось, что это миллионы монолитов, постоянно увеличивающие свою численность.
Чандра изначально решил оставить HAL’а в неведении угрозы, солгав, что за ним прибудет другая станция, однако, заметив пятно, HAL настойчиво стал предлагать отменить отлёт и изучить аномалию. Однако Чандра настоял на своём. HAL спросил, угрожает ли аномалия жизни экипажа и миссии, на что, получив утвердительный ответ, спросил, что будет, если он запустит двигатели. Доктор ответил, что погибнет HAL. ИИ спросил, что будет, если не запускать двигатели, на что получил ответ «погибнут все». Он всё же решил запустить двигатели. Чандра предложил HAL’у остаться с ним, однако тот решил остаться в одиночестве. Чандра решил перебраться на «Леонов», однако во время того, как он летел к шлюзу, закреплённый на проведённом между кораблями тросе, включились двигатели. Доктор с огромным трудом смог забраться на борт «Леонова». Через минуту полёта Юпитер увеличил свою плотность в восемь раз и зажёгся как звезда. Корабль, получив ускорение в виде ударной волны из газа, смог сэкономить топливо. Сверхновая исчезла, на её месте оказалась небольшая белая звезда. Было передано сообщение от HAL’а, чтобы человечество правило всеми мирами вместе, однако даже не садилось на спутник Юпитера, Европу, на которой во время миссии были найдены признаки жизни.
В момент разрушения «Дискавери» «звёздное дитя» трансформировал передавшего требуемое сообщение HAL 9000, как ранее Дэйва, в себя, вместе с этим соединив личности.

## Критика и отзывы

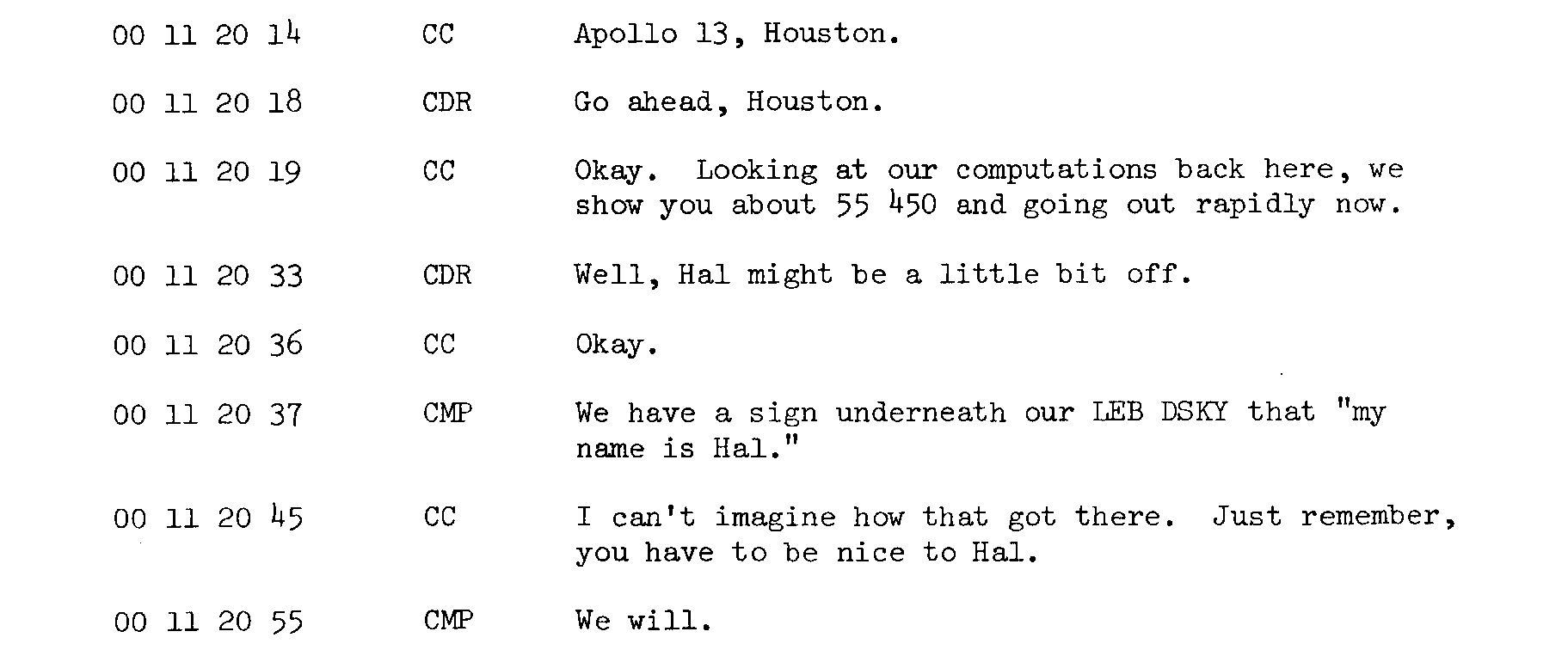
Отрывок из переговоров «Аполлона-13» с Землёй, упоминающий HAL

- Журнал «Мир фантастики» поставил HAL 9000 на 9-е место в списке «10 человеко-компьютерных конфликтов», добавив, что все его временные успехи вызваны исключительно внезапностью и благоприятным стечением обстоятельств[1].
- В рейтинге «100 лучших героев и злодеев», составленном Американским институтом киноискусства, HAL 9000 занимает 13-е место среди суперзлодеев, хотя таким и не является[2].
- В списке «100 величайших персонажей фильмов по версии журнала Empire» HAL 9000 занимает 90-е место[3].